# BioNTech
A BioNTech é uma empresa (laboratório de biotecnologia) alemã criada em 2008 por um casal de cientistas alemães de origem turca. Ele, Ugur Sahin, médico, pesquisador na área de câncer e imunologia e CEO da BioNTech. Ela, Özlem Türeci, médica, professora de imunoterapia personalizada e médica-diretora da BioNTech . 
A empresa também é uma holding, a BioNTech SE. 
A BioNTech se tornou famosa em 2020 com o desenvolvimento da vacina para prevenção da Covid-19, a BNT162b2, em parceria com a Pfizer. Em dezembro de 2020, a vacina foi a primeira a ser autorizada para uso emergencial após a Fase III dos testes, no Reino Unido, Estados Unidos e outros países. 

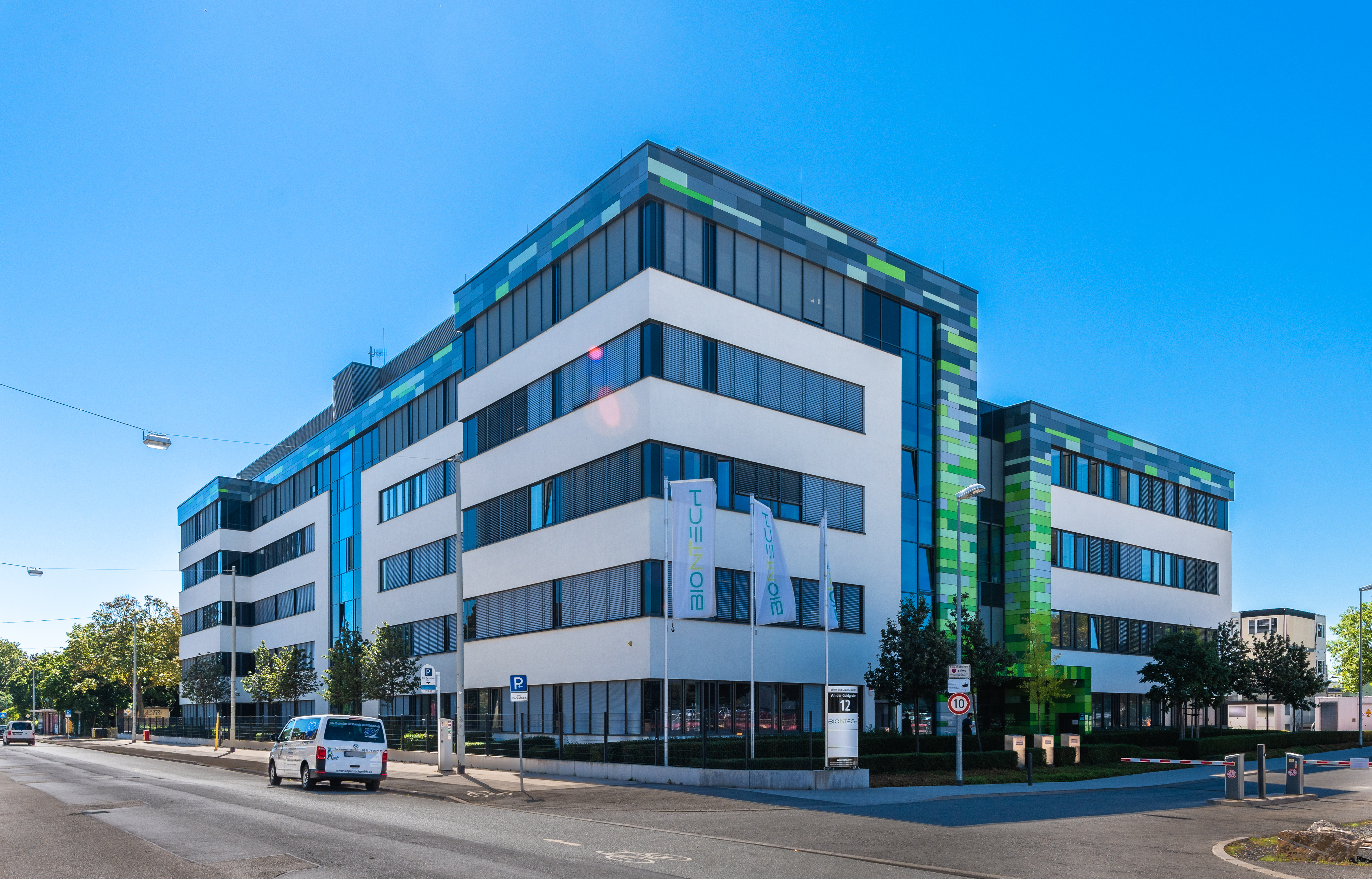
A sede da empresa

## História
A empresa foi criada para pesquisar terapias experimentais para o tratamento do câncer, tanto quem em seu website anuncia que sua visão é "aspiramos individualizar a medicina do câncer". 
Ela se declara "líder global de biotecnologia em medicina individualizada contra o câncer". 
Sua sede fica na Rua Goldgrube, na cidade de Mainz, Alemanha.
Como holding, ela tem quatro subsidiárias: a JPT Peptide Technologies GmbH, baseada em Berlim, que oferece serviços de fabricação de peptídeos; a BioNTech Innovative Manufacturing Service GmbH (IMFS), baseada em  Idar-Oberstein, que oferece serviços de manufatura de GMP para mRNA e terapias celulares e genéticas; a BioNTech Small Molecules GmbH, que oferece serviços de pesquisa para todas as disciplinas científicas para a descoberta de drogas com base em pequenas moléculas; e a BioNTech Diagnostics GmbH,  que  desenvolve e fabrica dispositivos de diagnóstico in vitro baseados em biomarcadores (IVDD) e comercializa produtos através de parceiros selecionados. 

## Base das pesquisas
O desenvolvimento das terapias está baseado em estudos sobre RNA, células e genes, proteínas (celulares) e moléculas pequenas (nanomoléculas).  